# Большой Ломовис
Большой Ломовис — река в Тамбовской области России, левый приток Кашмы (бассейн Волги).
Длина реки составляет 106 км, площадь водосборного бассейна — 1160 км².
Приток: Малый Ломовис (24 км от устья) — правый.

## Данные водного реестра
По данным государственного водного реестра России относится к Окскому бассейновому округу, водохозяйственный участок реки — Цна от города Тамбов и до устья, речной подбассейн реки — Мокша. Речной бассейн реки — Ока.
Код объекта в государственном водном реестре — 09010200312110000029317.